# Turespaña
L'Institut de Turisme d'Espanya (TURESPAÑA) és un organisme autònom de l'Administració General de l'Estat encarregat de la promoció en l'exterior d'Espanya com a destinació turística.
TURESPAÑA és l'organisme nacional de Turisme responsable del màrqueting d'Espanya al món i de crear valor per al seu sector turístic impulsant la sostenibilitat econòmica, social i mitjà ambiental de les destinacions nacionals. La seva missió és constituir l'avantguarda de l'estratègia del turisme a Espanya, coordinant i liderant als actors públics i privats.
Marca turística Espanya, Màrqueting i Coneixement són els tres pilars sobre els quals Turespaña basa la seva estratègia i actuació, tot això fonamentat en la col·laboració públic privada.
Turespaña compta amb una xarxa de 33 Conselleries de Turisme en l'exterior que actuen tant com a cèl·lules de coneixement i màrqueting com de plataformes de negoci per al sector. El seu paper en l'exterior és essencial per a l'execució de l'estratègia de la promoció turística internacional. El Pla Nacional i Integral de Turisme aprovat en Consell de Ministres és el full de ruta de l'Administració Turística de l'Estat Espanyol per crear les bases d'un sector turístic competitiu en el nou escenari internacional. Al capdavant d'aquestes Oficines es troba els Directors que ostenten el rang de Conseller d'Ambaixada i són membres efectius de la legació espanyola al país acreditat.
L'objectiu per al període 2012-2015 és incrementar la despesa real turística en un 20%.

## Història
Creat mitjançant Llei 50/1984, de 30 de desembre amb el nom d'Institut Nacional de Promoció del Turisme, en 1991 passa a denominar-se ja Institut de Turisme d'Espanya.

## Funcions
- La planificació, desenvolupament i execució d'actuacions per a la promoció d'Espanya com a destinació turística als mercats internacionals.
- El suport a la comercialització de productes turístics espanyols en l'exterior. Per a això, col·laborem amb les Comunitats Autònomes, els ens locals i el sector privat.
- La fixació de l'estratègia i planificació de l'actuació de Paradores de Turisme d'Espanya S.A i la inversió en nous Paradores.[3]

## L'Organisme
TURESPAÑA és l'organisme nacional de Turisme responsable del màrqueting d'Espanya al món i responsable de crear valor per al seu sector turístic, mitjançant l'impuls de la sostenibilitat econòmica, social i mitjà ambiental de les destinacions nacionals.
- La seva missió és constituir l'avantguarda de l'estratègia del Turisme Espanyol, sent per això capdavanter i coordinador de tots els actors públics i privats.
- Marca turística Espanya, Màrqueting i Coneixement són els tres pilars sobre els quals Turespaña basa la seva estratègia i actuació, tot això fonamentat en la col·laboració públic-privada.

TURESPAÑA gestiona la marca turística Espanya, cuidant la imatge d'Espanya com a destinació de viatges, en coordinació amb el Ministeri d'Afers exteriors i de Cooperació, i l'Alt Comissionat del Govern per a la Marca Espanya.
- La promoció d'Espanya com a destinació turística en l'exterior la realitza TURESPAÑA a través de:
- L'elaboració de l'estratègia de promoció exterior de la destinació Espanya, mitjançant el Pla Estratègic de Màrqueting i els plans operatius anuals per comprats emissors.
- La promoció i comercialització de les destinacions i productes turístics espanyols, en col·laboració amb les Comunitats Autònomes, els ens locals i el sector privat.
- L'anàlisi dels comprats emissors de turisme i difusió del coneixement i intel·ligència de l'economia del turisme
- El suport a les empreses, institucions i organismes a través d'un Catàleg de Serveis de Màrqueting i Coneixement.
- Desenvolupament i seguiment del Pla Nacional i Integral del Turisme, full de ruta de l'Administració Turística de l'Estat Espanyol per crear les bases d'un sector turístic competitiu.
- Estratègia i inversió de Paradors de Turisme d'Espanya, S.A.

## Oficines en l'Exterior
La promoció internacional i el suport a la comercialització de la destinació Espanya ho realitza Turespaña a través d'una xarxa de 33 Conselleries o Oficines de Turisme a l'estranger, organitzades en 8 àrees geogràfiques, coincidents en bona part amb diferents tipologies de mercat:
1. Amèrica del Nord
2. Iberoamèrica
3. Europa del Nord
4. Europa central, Europa del Sud, Mediterrani i Orient Mitjà
5. Europa de l'Est Àsia-Pacífic (Zona A)
6. Àsia-Pacífic (Zona B)

## Llista de directors
- Héctor Gómez (2018-)[4]
- Manuel Butler Halter (2016-2018)
- Marta Blanco Quesada (2013-2016)[5]
- Manuel Butler Halter (2012-2013)
- Antonio Bernabé García (2008-2012)
- Félix Larrosa Piqué (2007-2008)
- Amparo Fernández González (2004-2007)
- Carlos Horno Octavio (1996-2000)
- Paloma Notario Bodelón (1994-1996)
- Mariano Zabía Lasala (1991-1994)
- Luis Arranz Carro (1989-1991)
- Julio Rodríguez Aramberri (1987-1989)
- Ignacio Vasallo Tome (1982 -1987)